# Oliver Massmann
Oliver Massmann (nacido en 1966) es un abogado alemán, socio de Duane Morris LLP y director general de Duane Morris LLC Vietnam.
De 2021 a 2023, la Comisión Europea en Bruselas y la Delegación de la UE en Hanoi designaron a Massmann como asesor principal para la promulgación del Tratado de Libre Comercio UE-Vietnam (EVFTA, por sus siglas en inglés).

## Primeros años y educación
Massmann nació en Alemania en el año 1966 y se crio en Oberhausen. Aprobó su primer examen estatal en 1994 y obtuvo su título de abogado en la Bochum Law University. En 1997 aprobó el segundo examen estatal del Ministerio de Justicia, Düsseldorf, Alemania. Obtuvo su LLM en tributación internacional en la Universidad Santo Tomás, Florida, y recibió la certificación como Contador Financiero Internacional y Auditor del College of Birmingham.
Massmann aprendió el idioma vietnamita cuando era estudiante a través de un programa de idiomas diseñado por un ex general de Vietnam del Sur. En 1999, se trasladó a Vietnam de forma permanente, ampliando sus estudios de idioma en la Universidad de Hanoi. Ahora habla vietnamita con fluidez.
Massmann está casado y tiene dos hijos.

## Carrera profesional
Massmann llegó a Vietnam por primera vez en 1991 y comenzó su carrera jurídica en 1999 en la firma de abogados estadounidense Baker & McKenzie, en Vietnam. Se desempeñó como asociado y posteriormente como socio hasta el año 2007.
En 2007, Massmann se unió como socio a otra firma de abogados estadounidense, Duane Morris LLP en Vietnam. También ocupa el cargo de director general de Duane Morris LLC en Vietnam.
Massmann ha estado activo en el área de derecho comercial de Vietnam durante más de veinte años. "Escribió el código de comercio de Vietnam y es miembro del colegio de abogados vietnamita.
Massmann asesoró al gobierno vietnamita en las negociaciones de la OMC y contribuyó a los acuerdos comerciales bilaterales de Estados Unidos. Colabora con el Ministerio de Energía Eléctrica de Myanmar y está afiliado al Centro de Arbitraje Internacional de Vietnam (VIAC, por sus siglas en inglés). En 2016, se dirigió a la Asamblea Nacional de Vietnam en vietnamita.
De 2021 a 2023, la Comisión Europea en Bruselas y la Delegación de la UE en Hanoi designaron a Massmann como asesor principal para la promulgación del Tratado de Libre Comercio UE-Vietnam (EVFTA, por sus siglas en inglés). Desempeñó un importante papel en la alineación de las leyes vietnamitas con las estipulaciones del EVDTA.
Massmann también es miembro de la junta directiva de la Asociación Empresarial Alemana.